# Цифринович, Владимир Ефимович
Владимир Ефимович Цифринович (1897—1938) — советский партийный и государственный деятель, отец Марты Цифринович; один из создателей калийной промышленности СССР.

## Биография
Родился 20 мая (1 июня по новому стилю) 1897 года в деревне Журавка Прилуцкого уезда Полтавской губернии, ныне Черниговской области Украины, в еврейской семье.
В 1913 году работал токарем на Харьковском паровозостроительном заводе. В 1917 году он был принят в РСДРП(б). Был участником Гражданской войны в России. С сентября 1919 года служил начальником политотдела 27-й дивизии 5-й армии. В декабре 1920 года заболел тифом и длительное время лечился в госпиталях Омска и Харькова. 
С 24 февраля 1921 года - секретарь Керченского уездного комитета РКП(б). С января 1922 года - секретарь Севастопольского окружного комитета РКП(б). С ноября 1922  по сентябрь 1923 года - заведующий организационно-инструкторским отделом Крымского обкома РКП(б). 
В 1924—1929 годах работал в аппарате Московского комитета ВКП(б), был секретарём Бауманского райкома партии Москвы. С 1929 года Владимир Цифринович — управляющий калийным трестом ВСНХ СССР («Союзкалий»), организатор строительства и первый директор Соликамского калийного комбината, основанного в марте 1934 года.
В. Е. Цифринович был популяризатором идей ВКП(б) о критике и самокритике, о стахановском движении. Был делегатом XI, XIV, XV и XVII съездов ВКП(б), а также ряда Всероссийских съездов Советов. По его инициативе был создан Музей истории калийной промышленности, написаны много статей по проблемам калийной промышленности СССР. Был редактором журнала «Калий» (Москва). Награждён орденом Ленина (1934). Почетный гражданин города Соликамска (1977, посмертно).
В 1937 году Цифринович был репрессирован — 23 июля арестован и отправлен в тюрьму города Свердловска. Обвинялся в том, что вместе с первым секретарем Свердловского обкома ВКП(б) И. Д. Кабаковым «являлся руководителем правотроцкистской контрреволюционной организации на Урале». Был расстрелян 14 января 1938 года в Лефортово. В 1955 году — реабилитирован.
Жена — Цива Марковна Цифринович (1898—?), была осуждена как член семьи изменника Родины.
Интересно, что Цифриновича не спасло даже личное знакомство со Сталиным — 31 декабря 1928 года Иосиф Виссарионович приглашал чету Цифриновичей к себе на дачу для встречи Нового года.
Дочь — советская и российская артистка эстрады, кукловод, Заслуженная артистка РСФСР, Народная артистка Российской Федерации Марта Владимировна Цифринович.

## Память
- В июне 1989 года именем Цифриновича была названа улица в микрорайоне Клестовка города Соликамска.
- В 1990 году, когда отмечалось 560-летие Соликамска, на фасаде церкви Михаила Малеина была установлена мемориальная доска, посвящённая первому директору калийного комбината В. Е. Цифриновичу[4].
- Почётный гражданин г. Соликамска[6].